# Captain Falcon
Captain Falcon (キャプテン・ファルコン Kyaputen Farukon?) (nombre completo: Captain Douglas Jay Falcon, también conocido como Andy Summer en la serie de anime F-Zero GP Legend y traducido como "Capitán Falcon" (en Latinoamérica) es el personaje principal de la serie de videojuegos F-Zero y uno de los personajes, generalmente desbloqueables, de la serie Super Smash Bros. Su primera aparición fue en el juego F-Zero para la consola SNES en 1990.
Su vehículo de carreras es conocido como Blue Falcon y es el más equilibrado de la saga en términos de velocidad, aceleración, peso y driblaje. Cuando no participa en carreras, trabaja como cazarrecompensas como se puede ver en el cómic incluido en el manual original de F-Zero de 1990.
Se ha convertido en uno de los personajes más queridos y populares de videojuegos apareciendo en diferentes vídeos de YouTube  y páginas de Internet incluyendo apariciones junto con otros personajes de Super Smash Bros.

## Historia
Douglas Jay Falcon nació en Port Town y vivió felizmente con sus padres, Karen May Y Silvio Roy Falcon, ambos cazarrecompesas que luchaban en ocasiones llevando a su hijo aun muy pequeño a su lado. En un momento dado ambos fueron asesinados por la clase de personas a las que solían dar caza, quedando el joven Douglas huérfano y siendo cuidado por Jody Summer, su hermana mayor.
Douglas entró en el ejército donde alcanzó el grado de capitán, pero terminó siendo retirado del servicio por razones desconocidas. Hoy dedica su tiempo a trabajar como cazarrecompensas además de a las carreras. Rick Wheeler es uno de los pocos que conoce su verdadera identidad, ya que lo reconoció al verle momentáneamente en un bar restaurante.

## Características físicas
- Especie: humano
- Ocupación: corredor de naves F-Zero y Cazarrecompensas (en F-Zero: GP Legend también es barman y exmiembro de la dark million)
- Sexo: hombre.
- Edad: (17 de diciembre) (10 de abril en el anime) de 7 a 36 (F-Zero X y Super Smash Bros Melee.) 37 (F-Zero GX)  38 (ahora en adelante)
- Residencia: la Tierra, en la costa de Port Town.
- Color de pelo: oficialmente café oscuro, pero mostrado café claro en el anime.
- Color de ojos: café, según el anime, pero se le llegan a considerar de color azul grisáceo en algunas escenas.
- Habilidad especial: Falcon Punch.
- Comida favorita:Natto
- Comida que odia:Champiñónes
- Otros Nombres:Bart Lemming (Por ser un barman en el anime), Hermano (por Jody Summer), Capi, Falcon, Berserker (por ex-Captain Falcon), Jefe (por la Mobil Task Force)
- Altura: 1.93 m
- Peso: 95 kg
- Amigos:actualmente,Rick Wheeler,Héroes de F-Zero y entre otros en Super Smash Bros.
- Enemigos: villanos y corredores de F-Zero.
- Alienamiento:bien/neutral
- Nacionalidad:Estadounidense
- Personalidad: Valiente, presumido, narcisista, egocéntrico, atento, serio, frío, rudo, infantil, e inmaduro.
- Animal favorito:Conejos
- Cónyuge:No Tiene
- Hijos:No tiene (aunque se dice que en F-Zero Maximum Velocity es Kent Akechi pero no se sabe si es verdadero o falso)
- Familiares: Jody Summer (hermana mayor en F-Zero GP Legend),Dr.Robert Stewart (cuñado en el anime) Karen May Falcon † (madre), Silvio Roy Falcon † (padre).
- Estatus actual: activo.

## Artefactos y diseño
El diseño fue cambiando durante el tiempo para asemejarse de un niño con un mono amarillo a un hombre del futuro. Sus zapatillas fueron cambiadas por botas y a su físico también se le otorgó un poco de musculatura, una piel bronceada o morena y en algunas apariciones la piel blanca pálida. Captain Falcon posee un casco telecomunicador que además le permite detectar cosas como el precio ante un villano. Captain Falcon posee una pistola guardada, pero generalmente todos los trucos de batalla los emplea sin armas y con estrategia. Su poder más desconocido es desatar al halcón interior, que le permite ejecutar ataques poderosos como ocurre en la serie animada de F-Zero: GP Legend.
El Falcon Flyer es una nave espacial, que a diferencia de su vehículo, le permite volar tanto con carga como para ir al espacio.

## Apariciones
- F-Zero (1991, SNES)
- F-Zero X (1998, N64)
- Super Smash Bros. (1999, N64)
- F-Zero X Expansion Kit (2000, N64)
- Super Smash Bros. Melee (2001, GameCube)
- F-Zero GX (2003, GameCube)
- F-Zero AX (2003, Arcadia)
- F-Zero: GP Legend (2004, Game Boy Advance)
- F-Zero Climax (2004, Game Boy Advance)
- Super Smash Bros. Brawl (2008, Wii)
- Mario Kart 8 (2014, Wii U) (Disfraz)
- Super Smash Bros. para Nintendo 3DS y Wii U (2014, N3DS y Wii U)
- Yoshi's Woolly World (2015, Wii U)
- Super Mario Maker (2015, Wii U y 3DS) (Amiibo)
- Mario Kart 8 Deluxe (2017, Switch) (disfraz)
- Super Smash Bros. Ultimate (2018,Switch)

## En el anime
Captain Falcon también ha hecho apariciones en televisión (F-Zero: GP Legend), sin embargo, usaron a otro protagonista en la serie, Rick Wheeler. Captain Falcon es también el protagonista. Su misión es salvar el universo de los villanos de F-Zero para derrotar a Black Shadow, el Antagonista. Para detenerlo se tuvo que sacrificar haciendo Falcon Punch saltando de la Blue Falcon. Al final se le dice que Rick es el nuevo Captain Falcon y el salvador del universo. Gracias a eso todo volvió a la normalidad.
En este anime no es igual al de los videojuegos de la franquicia, Él tiene una apariencia mucho más mayor y es en realidad Andy Summer el hermano gemelo de Jody Summer.
Captain Falcon era el principal atractivo del anime en Estados Unidos por causa de este hecho el aparece en contadas ocasiones para evitar que acaparara la historia, lo cual incomodó a sus fanáticos llevando este anime a su cancelación.

## Voz
La primera voz de Captain Falcon fue en Super Smash Bros. para Nintendo 64. Fue debutada por Ryō Horikawa, la misma persona que hace la voz de Vegeta en la serie de Dragon Ball Z.

## En Super Smash Bros
Captain Falcon apareció en el Super Smash Bros. original como uno de los cuatro personajes ocultos, el cual se desbloquea terminando el juego 1P Mode en 15 minutos o menos aparece en el Escenario de Samus de la saga Metroid ya que no tiene uno.En Super Smash Bros. Melee volvía a aparecer, pero esta vez como personaje disponible desde el principio. En Super Smash Bros. Brawl apareció por tercera vez en la saga, pero como personaje desbloqueable otra vez.
Captain Falcon es un personaje bastante poderoso que se aproxima a los pesos pesados en su potencial de nocaut, y además es un personaje extremadamente rápido (antes era el más rápido del juego, pero Sonic lo superó a partir de Super Smash Bros. Brawl). También aparece en Super Smash Bros. for Wii U/Nintendo 3DS pero por cuarta vez ya no es desbloqueable. Su Smash Final es la Blue Falcon atropella los rivales en un circuito desconocido.aparece en Super Smash Bros. Ultimate por quinta vez como personaje desbloqueable.
Sus ataques especiales son:
Puño Falcon (Falcon Punch) o Gancho de Fuego:
Es un ataque muy poderoso aunque su tiempo de realización es bastante largo. Este ataque puede noquear a un rival con un nivel de daño relativamente alto (60% aprox.). Si se pulsa la dirección contraria antes de completar el ataque, Captain Falcon se gira y ataca a los adversarios a sus espaldas (esta última característica es exclusiva de Super Smash Bros Brawl, no aplicable en las otras entregas). 
Sin embargo, el tiempo de realización en la primera entrega del juego es más rápido que en las otras cuatro entregas
Salto Predador:
Falcon se abalanza sobre el rival y lo lanza hacia arriba. Es ideal para lanzar al rival por los aires y utilizar seguidamente ataques aéreos o el movimiento especial hacia arribar (Propulsión Falcon). Si el ataque se usa en el aire y golpea al rival lo lanza hacia el suelo.
Propulsión Falcon(YESZ!):
Falcon salta hacia arriba en el aire y si agarra un rival, lo coge y lo lanza despedido en un pequeño golpe de fuego. No es muy poderoso, pero es útil para atacar a un rival despistado en el aire o en alguna plataforma, pero también se puede usar para volver al escenario de lucha si es lanzado hacia afuera.
Patada Falcon (Falcon Kick):
Es una herramienta con buen alcance horizontal, que compensa su falta de ataques con proyectiles. Falcon recorre horizontalmente el suelo y golpea al rival lanzándolo por los aires. Si se usa en el aire, Falcon baja rápidamente en trayectoria diagonal hacia el lado que se encuentra volteando el personaje.

## Curiosidades
- Uno de los trajes alternativos que ha tenido a lo largo de la saga en Super Smash Bros es el del malvado clon Blood Falcon. Para estar seguros, en la espalda tiene un cráneo dibujado y unas letras que dicen 25 Blood Hawk, el nombre de su nave, mientras que en la de los demás trajes sale 07 y una imagen de la Blue Falcon.
- Aunque no toma una apariencia personal, su vehículo de carreras, el Blue Falcon, aparece en el Nintendo Monopoly. Esto actúa como una casilla, reemplazándola por Pennsylvania Railroad del original, costando $200.
- En Kirby Super Star para la consola SNES, aparece un objeto del casco de Captain Falcon.
- Un modelo de la Blue Falcon de Captain Falcon puede ser visto dentro de la casa de Geno, en Super Mario RPG: Legend of the Seven Stars.
- La nave Blue Falcon es un kart de clase pequeño en Mario Kart Wii y en Mario Kart 8.
- Sus gritos para el Puño Falcon y para la Patada Falcon se han vuelto memes populares en Internet, sobre todo en YouTube.[1] Lo mismo sucede con su frase de burla Show Me Your Moves! (Muéstrame tus movimientos).[2]
- Captain Falcon fue originalmente diseñado como mascota de Super Nintendo.[3]